# Ewa Marta Grzebelus-Nowak
Ewa Marta Grzebelus-Nowak – polska specjalistka w zakresie genetyki i hodowli roślin, dr hab. nauk rolniczych, adiunkt Instytutu Biologii  Roślin i Biotechnologii Wydziału Biotechnologii i Ogrodnictwa Uniwersytetu Rolniczego im. Hugona Kołłątaja w Krakowie.

## Życiorys
16 lipca 2001 obroniła pracę doktorską pt. Charakterystyka gynogenicznej populacji oraz metody podwajania liczby chromosomów u haploidalnych roślin cebuli, otrzymując doktorat, a 15 grudnia 2014 uzyskała stopień doktora habilitowanego w zakresie nauk rolniczych na podstawie rozprawy zatytułowanej Badania nad stymulacją rozwoju protoplastów w kulturach in vitro.
Została zatrudniona na stanowisku adiunkta w  Instytucie  Biologii  Roślin i Biotechnologii na Wydziale Biotechnologii i Ogrodnictwa Uniwersytetu Rolniczego im. Hugona Kołłątaja w Krakowie i pełni funkcję członkini Komisji Rewizyjnej na Oddziale Krakowskim, Polskiego Towarzystwa Genetycznego.

## Wybrane publikacje
- 2000: Gynogenesis in Polish onion cultivars[1]
- 2007: Ocena rozwoju protoplastow marchwi [Daucus carota L.] na pozywce z dodatkiem filtratu pokulturowego z Alternaria radicina[1]
- 2012: Fluorescent in situ hybridization with arbitrarily amplified DNA fragments differentiates carrot (Daucus carota L.) chromosomes[1]
- 2012: An improved protocol for plant regeneration from leaf- and hypocotyl-derived protoplasts of carrot[1]
- 2016: A high-quality carrot genome assembly provides new insights into carotenoid accumulation and Asterid genome evolution[1]
- 2017: Characterization of a genomic region under selection in cultivated carrot (Daucus carota subsp. sativus) reveals a candidate domestication gene[1]